# Rinaldo Montoro e Landolina
Rinaldo Montoro e Landolina (Noto, ... – ottobre 1511) è stato un vescovo cattolico italiano.

## Biografia
Nacque a Noto; entrò nell'Ordine dei frati predicatori e fu insegnante di teologia.
Presentato da re Ferdinando II, nella sua qualità di re di Sicilia, il 12 ottobre 1496 fu nominato vescovo di Cefalù da papa Alessandro VI.
Mentre era in viaggio in Spagna, vi morì nel mese di ottobre 1511.